# 예친왕 (禮)
화석예친왕(중국어: 和碩禮親王, 만주어: ᡥᠣᡧᠣᡳ
ᡩᠣᡵᠣᠩᡤᠣ
ᠴᡳᠨ ᠸᠠᠩ Hošoi doronggo cin wang)은 청나라 종실 세습작위이다. '례(禮)'는 만주어 'doronggo(도롱고)'를 의역한 것으로, '예의가 있고 단정한 것'을 뜻한다. 12위 세습은 변함없이 화석예친왕 작위를 받았고, 정홍기의 기주를 맡았다.
1대 화석예친왕은 다이샨이고, 마지막 화석예친왕은 준명이다. 작위 세습은 10세대, 15명이 작위를 세습하고, 3명이 삭탈당하였다.
숭덕 원년 (1636년)부터 청나라가 민국정부에게 선위한 후 3년 (1914년)까지로, 총 278년간 이어졌다.
승계 순서는 다이샨(代善) · 만달해(滿達海) · 상아대(常阿岱) · 걸서(傑書) · 춘태(椿泰) · 숭안(崇安) · 파이도(巴爾圖) · 영은(永恩) · 인지(麟趾) · 전령(全齡) · 세탁(世鐸) · 성후(誠厚)이며, 역대 10대 15왕 중 2명을 손친왕(巽親王), 4명을 강친왕(康親王)이라 부른다.

## 역대 예친왕가(禮親王家) 가주
|    | 봉호           | 시호       | 이름                     | 가계            | 재위년도        | 기록                                                          |
| -- | -------------- | ---------- | ------------------------ | --------------- | --------------- | ------------------------------------------------------------- |
| 1  | 예친왕(禮親王) | 열(烈)     | 대선(代善) Daišan        | 누르하치의 차남 | 1636년 ~ 1648년 |                                                               |
| 2  | 손친왕(巽親王) | 간(簡)     | 만달해(滿達海) Mandahai  | 다이샨의 7남    | 1649년 ~ 1652년 | 1659년 작위 추탈, 패륵(貝勒)로 강봉(降封)됨                   |
| 3  | 손친왕(巽親王) | 회민(懷愍) | 상아대(常阿岱) Canggadai | 만달해의 장남   | 1652년 ~ 1659년 | 1659년 작위 박탈, 패륵(貝勒)로 강봉(降封)됨                   |
| 4  | 강친왕(康親王) | 량(良)     | 걸서(傑書) Giyešu        | 다이샨의 손자   | 1659년 ~ 1697년 | 1649년 ~ 1659년 강군왕(康郡王) 1659년 ~ 1697년 강친왕(康親王) |
| 5  | 강친왕(康親王) | 도(悼)     | 춘태(椿泰)               | 걸서의 5남      | 1697년 ~ 1709년 |                                                               |
| 6  | 강친왕(康親王) | 수(修)     | 숭안(崇安)               | 춘태의 아들     | 1709년 ~ 1733년 |                                                               |
| 7  | 강친왕(康親王) | 간(簡)     | 파이도(巴爾圖) Bartu     | 걸서의 4남      | 1734년 ~ 1753년 |                                                               |
| 8  | 예친왕(禮親王) | 공(恭)     | 영은(永恩)               | 숭안의 차남     | 1753년 ~ 1805년 |                                                               |
| 9  | 예친왕(禮親王) |            | 소련(昭槤)               | 영은의 아들     | 1805년 ~ 1816년 | 1816년 작위 박탈                                              |
| 10 | 예친왕(禮親王) | 안 (安)    | 인지(麟趾) Linjy         | 숭안의 손자     | 1817년 ~ 1821년 |                                                               |
| 11 | 예친왕(禮親王) | 화(和)     | 전령(全齡)               | 인지의 손자     | 1821년 ~ 1850년 |                                                               |
| 12 | 예친왕(禮親王) | 각(恪)     | 세탁(世鐸) Šido          | 전령의 3남      | 1850년 ~ 1914년 |                                                               |
| 13 | 예친왕(禮親王) | 돈(敦)     | 성후(誠厚)               | 세탁의 아들     | 1914년 ~ 1917년 |                                                               |
| 14 | 예친왕(禮親王) |            | 성곤(誠堃)               |                 | 1917년 ~ 1929년 |                                                               |
| 15 | 예친왕(禮親王) |            | 준밍(濬銘)               | 성곤의 아들     | 1929년 ~ 1945년 |                                                               |

## 같이 보기
- 팔기제
- 정홍기